# Sinodelphys
Sinodelphys je rod vyhynulého živorodého savce ze spodní křídy, jenž žil před asi 125 miliony lety. Byl objeven ve skalách souvrství I-sien v provincii Liao-ning v Číně, roku 2003 došlo k vědeckému popisu. Jediným druhem rodu Sinodelphys je S. szalayi Luo et al., 2003. Zatímco zpočátku se předpokládalo, že jde o nejstaršího známého zástupce vačnatých (Metatheria), novější studie jej interpretovaly spíše jako kmenového zástupce placentálů (Eutheria).

## Popis
Je znám pouze jeden fosilní exemplář: deska a protideska s katalogovým číslem CAGS00-IG03. Holotyp schraňují sbírky Čínské akademie geologických věd.
Sinodelphys szalayi dosahoval délky pouhých 15 cm a odhadované hmotnosti asi 30 g. Zkamenělou kostru doplňují otisky srsti a měkkých tkání, zachované díky výjimečnému složení podloží, jež schraňuje i podobné detaily. Autoři vědeckého popisu Luo a kol. (2003) ze struktury končetin usoudili, že Sinodelphys představoval šplhajícího savce žijícího na stromech; podobné chování vykazoval i jeho současník, rod Eomaia, a moderní vačice, jako je rod Didelphis. Sinodelphys pravděpodobně lovil červy a hmyz.

## Taxonomie
Sinodelphys szalayi, žijící na území dnešní Číny před asi 125 miliony let, byl zpočátku interpretován jako nejstarší známý zástupce vačnatých (Metatheria). Vačnatí zahrnují korunovou skupinu vačnatců (Marsupialia) a kmenové taxony, jež předcházely poslednímu společnému předkovi žijících vačnatců. Studie Bi a kol. z roku 2018 nicméně rod Sinodelphys reinterpretovala jako raného zástupce placentálů (Eutheria). Sinodelphys představuje téměř současníka vůči placentálnímu rodu Acristatherium, jenž byl nalezen ve stejném regionu.